# True Religion Apparel
True Religion Apparel Inc.  ist ein  US-Modeunternehmen aus Kalifornien, das vorwiegend durch  Jeans bekannt wurde.

## Geschichte
Das amerikanische Mode-Label True Religion Apparel Inc. wurde im Jahre 2002 vom Ehepaar Denn Jeffrey und Kim Lubell gegründet. Der erste True Religion Store wurde im Dezember 2002 in Los Angeles eröffnet.
Im Jahre 2008 gab es 21 True Religion Stores in den USA.  Merkmale von True-Religion-Jeans sind die stark ausgeprägten Taschen und Knöpfe. Das Logo von True Religion zeigt einen gitarrespielenden Buddha oder auf den Gesäßtaschen ein eingesticktes Hufeisen.
Das Label wurde durch amerikanische Stars bekannt, die  diese Jeans bei Veranstaltungen trugen. Die Jeans sind im  Hochpreissegment angesiedelt, wobei Preise bis 400 Dollar pro Jeans keine Seltenheit sind.
True Religion ist eine Aktiengesellschaft und an der Nasdaq unter der Bezeichnung TRLG gelistet. 2007 erzielte das Unternehmen einen Nettoumsatz von 173,256 Millionen US-Dollar. Dieses Ergebnis wurde 2008 mit einem neun Monats Umsatz von 197,010 Millionen US-Dollar bereits im dritten Quartal übertroffen. Weiterhin beabsichtigt das Unternehmen in das Parfümgeschäft einzusteigen; eine Lizenz wurde bereits vergeben.

## Vertriebswege
Die Produkte sind in Nordamerika und in weiteren 50 Ländern erhältlich, wobei der Verkauf außerhalb von Europa über Einzelhändler erfolgt. Für 2009/2010 ist die Eröffnung eines Stammhauses in Europa geplant.